# Церква Христа Пантократора (Несебир)
Церква Христа Пантократора (болг. църква Христос Пантократор,  або болг. църква Христос Вседържател, візантійська грецька: Ναός Χριστού Παντοκράτωρος) — це середньовічна православна церква у східному болгарському місті Несебир (середньовічна назва — Месембрія), на узбережжі Чорного моря у Бургаській області. Церква є частиною Світової спадщини ЮНЕСКО «Старе місто Несебир» і була заснована у 13-14 ст. Церква найкраще відома звоїм багатим зовнішнім орнаментом. Церква є однією з найкраще збережених у Болгарії середньовічних церков, але не діюча — в ній розташована художня галерея.

## Історія
Церкву Христа Пантократора як правило датують кінцем 13-го або початком 14-го ст. Науковець Пенсильванського університету Роберт Дж. Оустерхоут датує її серединою 14-го ст., а автор «Rough Guides» Джонатан Бусфілд — правлінням царя Івана Александра (роки правління 1331–1371), хоча в той час контроль над Несебиром переходив декілька разів від Болгарського царства до Візантії і назад. Церква присвячена Христу Пантократору, тобто «Вседержителю» грецькою.
Церква розташована на вулиці Месембрія, поблизу входу до старого міста Несебира. Сьогодні в ній розташована художня галерея, в якій демонструються роботи болгарських митців. Як частина Старого міста Несебир, церква входить до Світової спадщини ЮНЕСКО та «100 туристичних об'єктів Болгарії». З 1927 року будівля перебуває під державним захистом як «національна старовина», а з 1964 — у переліку болгарських пам'яток культури національного значення.

## Архітектура
Церква спроектована у пізньому візантійському стилі хрестово-купольних храмів. Вона збудована з каменю та цегли, у техніці, відомій як opus mixtum, та має розміри 16 x 6,90 м, 16×6,7 м або 14,20×4,8 м, в залежності від джерела. Стіни церкви мають товщину 0,8 м Цегла надає будівлі «рум'яного» відтінку.
Церква має план витягнутого прямокутника, з нартексом та целлою (або «наосом»). Нартекс досить маленький, але під ним розташоване середньовічне поховання. До церкви ведуть чотири входи: два до целли з півдня та заходу, два до нартекса з заходу та півночі. Апсида церкви має три маленькі частини, які находять одна на одну та формують цілу, більшу частину. Жертовник та ризниця церкви розташовані поруч з апсидою.
Восьмикутний купол облаштовано над центром целли. Його підтримували чотири колони, розташовані прямо під ним (знищені). Дзвіниця була збудована над нартексом, що було характерним для візантійської церковної архітектури, та височіє над прямокутною церквою. Дзвіниця початково також була прямокутною, зараз частково зруйнована. На неї можна було піднятися кам'яними  сходами з південного боку.

## Орнамент
Найвідомішою рисою церкви Христа Пантократора є кольоровий орнамент її зовнішніх стін. Найбільше прикрашена східна частина з апсидою, а в цілому всі сторони церкви мають різний орнамент. Базовим орнаментом є стрічки з 3-4 рядів каміння чи цегли, які змінюють одна одну, що створює оптичний орнамент. Ряди «сліпих» арок, квіткові мотиви з 4-х листків, трикутні орнаменти, кругла бірюзова кераміка та фризи з цегляних свастик прикрашають східну сторону. Роберт Дж. Оустерхоут порівнює аркади церкви з акведуком; більш ранній приклад такої конфігурації можна побачити у каппадокській церкві Канлі Кілізе (тур. Çanlı Kilise) поблизу Аксарая, Туреччина. Включення свастики до орнаменту є незвичним, але пояснюється середньовічним її використанням як символу Сонця.
Орнамент на витягнутих північній та південній стінах включає «сліпі» арки у нижній частині та велику арку на стіні візуально під куполом з вікном з колонами посередині арки. Над нижніми арками облаштовані вікна. Купол, який також  прикрашений орнаментом та керамікою, має 8 вікон, по одному на кожній стороні. 
Середньовічні фрески на внутрішніх стінах збереглися лише частково.

## Галерея

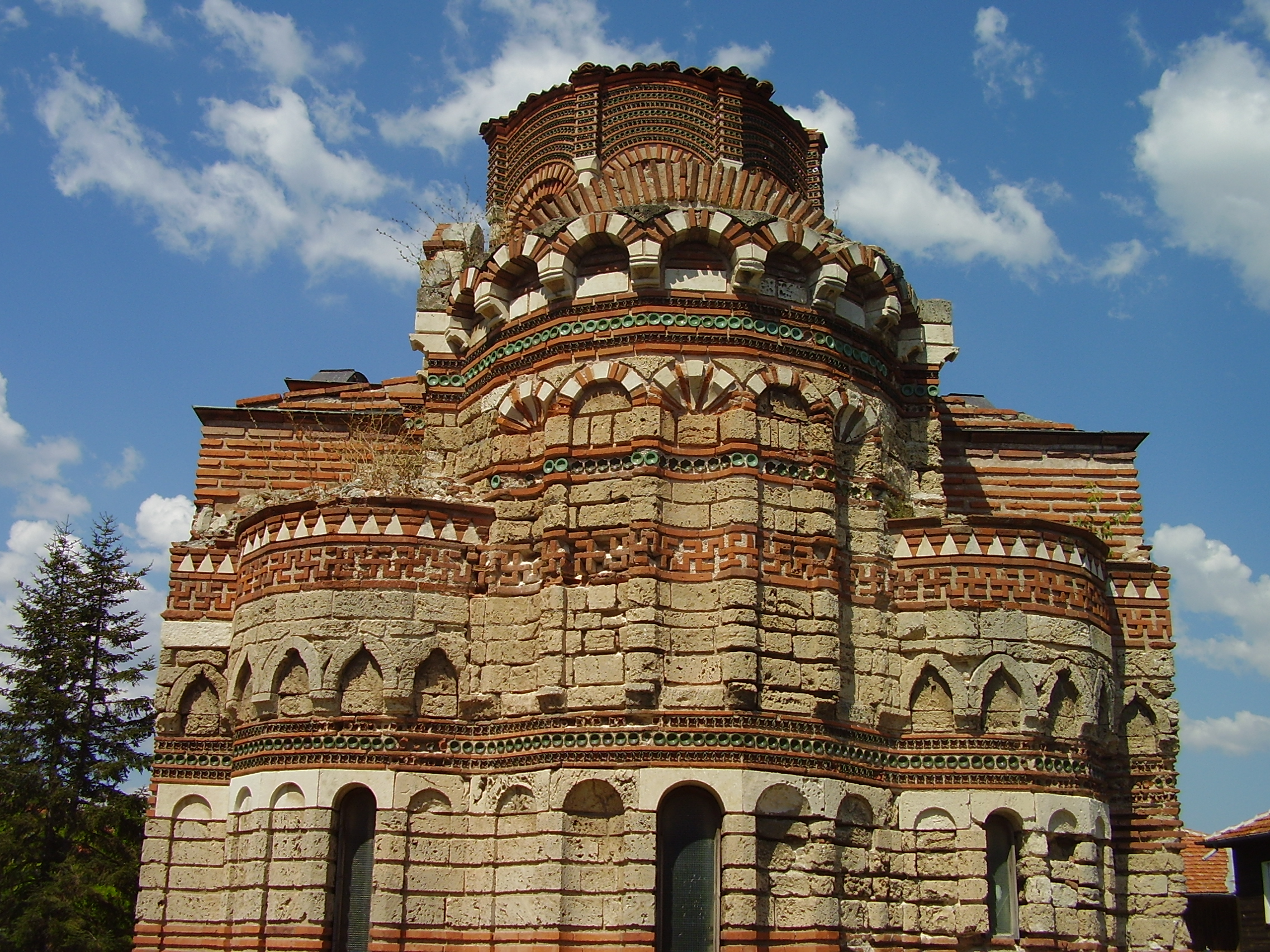
Вид на прикрашену апсиду зі сходу
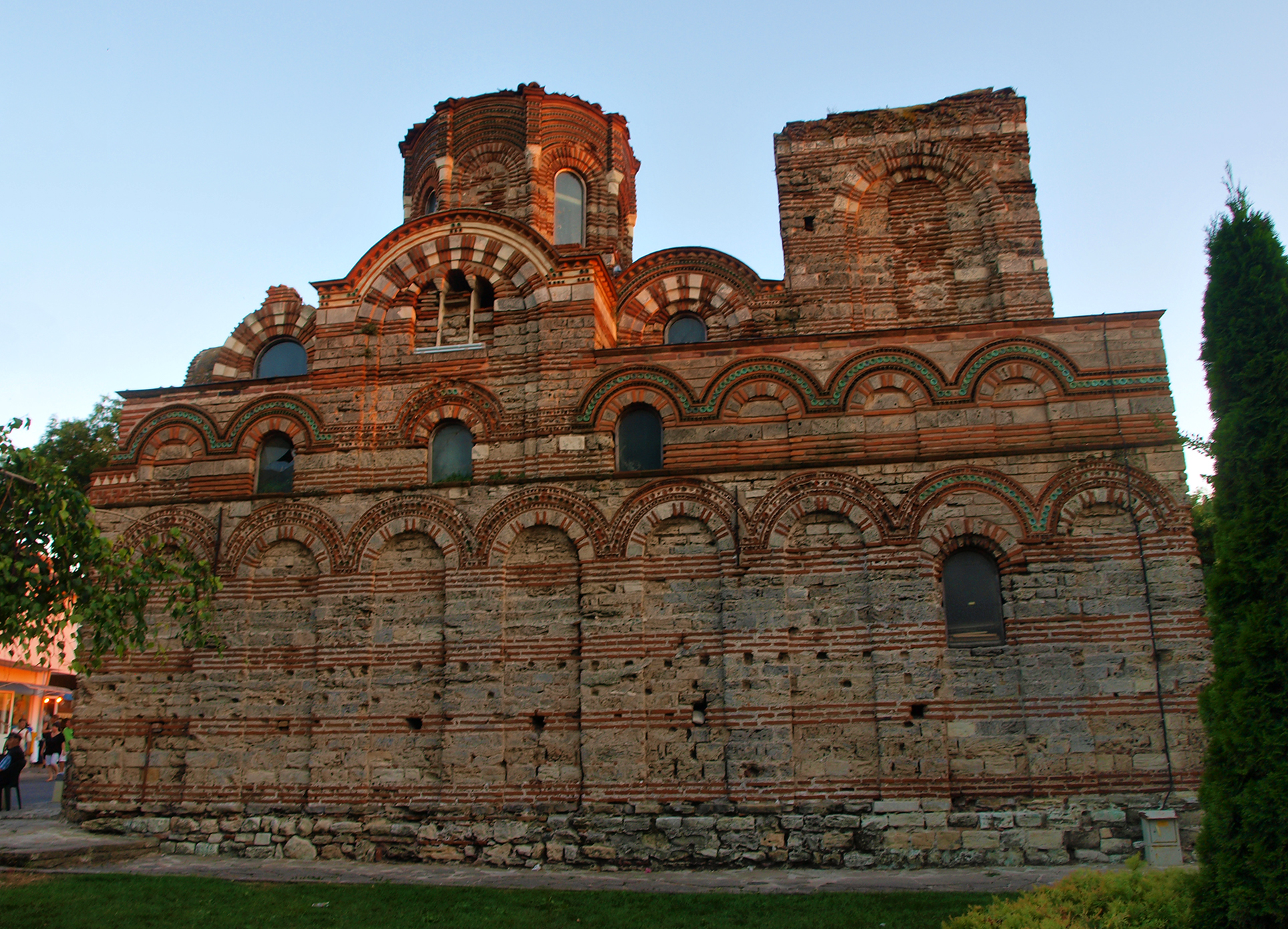
Північний фасад
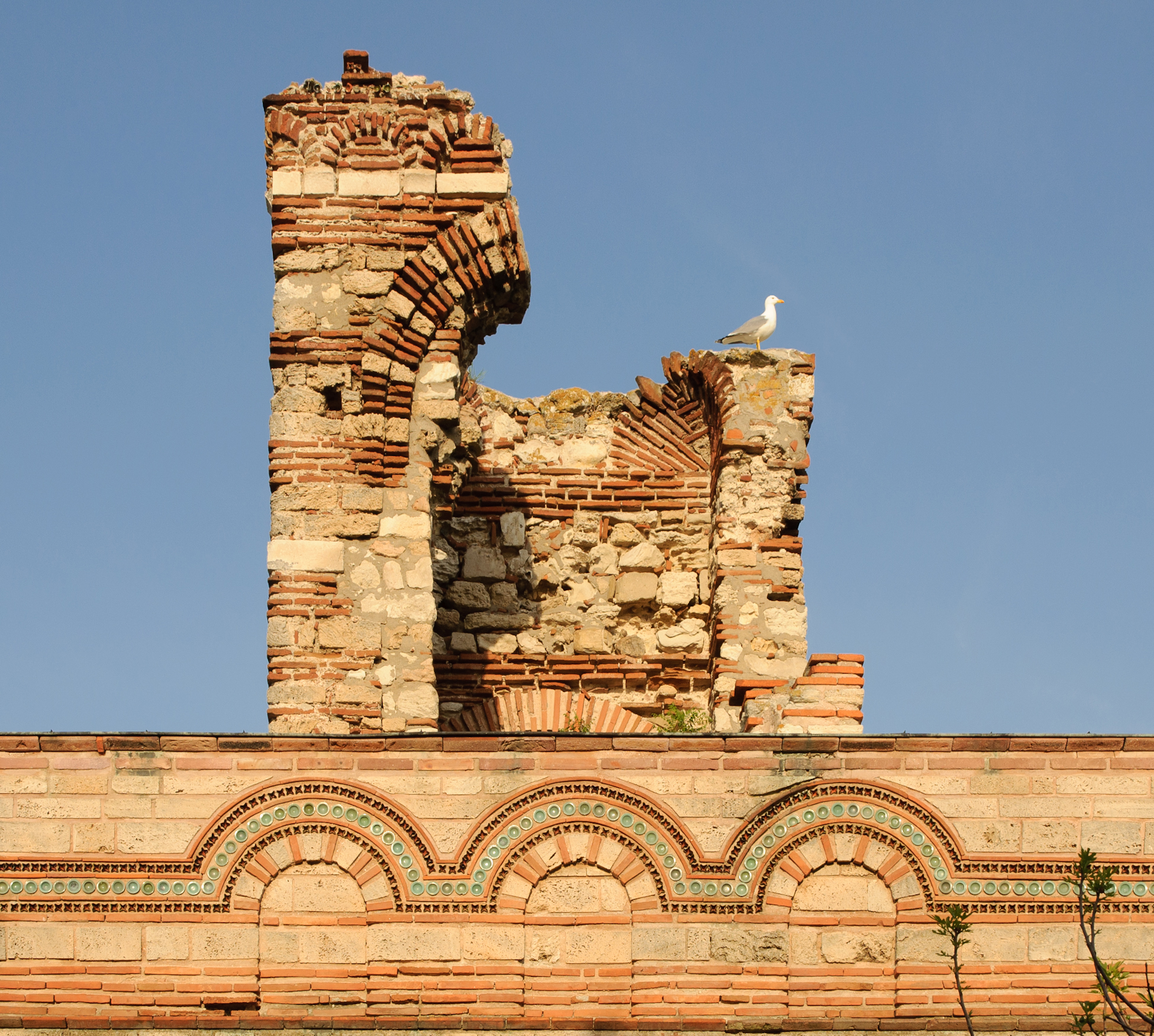
Деталі західного фасаду